# مارك هاميلتون
مارك هاميلتون هو مغني كندي، ولد في 2 فبراير 1944 في باس سان ريمون في كندا.

## روابط خارجية
- مارك هاميلتون على موقع IMDb (الإنجليزية)
- مارك هاميلتون على موقع ميوزك برينز (الإنجليزية)
- مارك هاميلتون على موقع ديسكوغز (الإنجليزية)